# ماهاویر جانما کالیاناک

ماهاویر جانما کالیاناک، جشن تولد مَهاویرا، آخرین تیرتانکارا است. این روز مهم‌ترین تعطیلی مذهبی در جینیسم است که در ماه مارس یا آوریل برگزار می‌شود.
مهاویرا در سده ۶ پیش از میلاد در سیزدهمین روز ماه قمری چیترا، در یک خانواده اشرافی هندوستان زاده شد و هم دورهٔ بودا بود. سن دقیق او مورد مناقشه باقی‌مانده‌است آنچنان که جامعهٔ جین برای سال تولد ماهاویرا هنوز به اجماع نرسیده‌اند. دیگمبر، مکتبی از جنیسم بر این باور است که ماهاویرا ۶۱۵ سال قبل از میلاد مسیح متولد شد در حالی که مکتب اسوتامبارا به طور سنتی بر این باور است که او در ۵۹۹ سال قبل از میلاد متولد شده‌است.

## افسانهٔ تولد
ماهاویرا به خانواده سلطنتی به عنوان پسر شاه سیذارتا و ملکه تریشالا متولد شده‌است. در طول بارداری، تریشالا بر این اعتقاد بود که تعدادی از رویاهای فرخنده، همه دلالت به آمدن یک رهبر بزرگ دارند. شمار دقیق رؤیاها با توجه به مکتب‌های جینیسم متفاوتند؛ اسوتامباراس به طور کلی بر این باورند که تعداد واقعی چهارده عدد است در حالی که دیگامباراس ادعا می‌کنند شانزده تا. با این وجود، اختربینان که این رؤیاها را تفسیرکرند، ادعا کردند که کودک یا یک امپراتور خواهد شد یا یک تیرتانکار. گفته شده‌است که هنگامی که سرانجام تریشلا، ماهاویرا را را به دنیا آورد، ایندرا، خدا شاه؛ خودش نوزاد را با شیر آسمانی شستشو کرد، و طی این مراسم از او به عنوان تیرتانکار نام برد.

## جشن
تندیس‌های محلی ماهاویرا، شستشوی تشریفاتی به نام آبهیشکا داده می‌شوند. در طول روز، جین‌های بسیاری درنوعی از قانون خیریه به نام ماهاویرا شرکت می‌کنند. در حالی که دیگران به معابد سفر می‌کنند برای تفکر و نماز. سخنرانی که معمولاً در معابد برگزار می‌شود به موعظه برای راه فضیلت می‌پردازد که توسط دکترین جین تعریف شده‌است. کمک‌های مالی به منظور ترویج ماموریت‌های خیریه مانند صرفه جویی در کشتار گاو یا کمک به تغذیه مردم فقیر جمع‌آوری می‌شود. معابد جین باستانی در سراسر هند به طور معمول حجم بسیار بالایی از پزشکان و وکیلان را به خود دیده‌اند که برای ادای احترام خود و پیوستن در جشن‌ها آمده‌اند.